# 和平使者 (電視劇)
《和平使者》（英語：Peacemaker）是一部美國喜劇超級英雄類型的網路影集，改編自DC漫畫的同名角色。影集是2021年電影《自殺突擊隊：集結》的衍生作品，屬於DC擴展宇宙，與DC擴展宇宙系列電影處於同一架空世界和共同世界。詹姆斯·岡恩擔當節目統籌。
2020年9月，電影《自殺突擊隊：集結》的導演兼編劇詹姆斯·岡恩宣佈開發影集，約翰·希南回歸出演標題角色「和平使者」克里斯多福·史密斯，主演還包括丹妮爾·布魯克斯、弗雷迪·史卓瑪、卓克·伊烏哲、珍妮佛·霍蘭德、史蒂夫·阿吉和羅伯特·帕特里克。影集於2021年1月在加拿大溫哥華開機拍攝，7月殺青。
《和平使者》前三集於2022年1月13日在線上串流媒體平台HBO Max首播，此後每週播出一集，2月17日完結，共8集。2022年2月，續訂第2季。2023年2月，由於忙於其他企畫，岡恩推遲了第2季。

## 劇情
在2021年電影《自殺突擊隊：集結》事件之後，「和平使者」克里斯多福·史密斯繼續執行後續任務，影集同時展現該角色的起源故事。

## 演員與角色

### 主要角色
- 約翰·希南 飾演 克里斯多福·史密斯／和平使者（英语：Peacemaker (comics)）

一名不惜任何代價都要追求“和平”的殘酷殺手，經過科托馬爾他的任務後開始質疑自己維護和平的方式。該角色於2021年電影《自殺突擊隊：集結》中首次出現於DC擴展宇宙。
- 丹妮尔·布鲁克斯 飾演 莉奧塔·阿德巴約（Leota Adebayo）[6]

天眼局的局長阿曼達·華勒的女兒，「蝴蝶計劃」的新成員。詹姆斯·岡恩稱該角色可以被看作是影集的聯合領銜主演，有著與和平使者不同的政治觀點。
- 弗雷迪·史卓瑪 飾演 亞德里安·蔡斯／義警（英语：Adrian Chase）

一名一心打擊犯罪的義警，將和平使者當成親生哥哥般崇拜，並自認他的拍檔。
- 卓克·伊烏哲 飾演 克姆森·穆恩（Clemson Murn）

「蝴蝶計劃」的執行首領，直接聽命於阿曼達·華勒，但實際上被「蝴蝶」控制。
- 珍妮佛·霍蘭德 飾演 艾蜜莉亞·哈考特（Emilia Harcourt）

美國國家安全局的特工，天眼局的成員，被阿曼達·華勒調任執行「蝴蝶計劃」。該角色於2021年電影《自殺突擊隊：集結》中首次出現於DC擴展宇宙。
- 史蒂夫·阿吉（英语：Steve Agee） 飾演 約翰·伊克諾莫斯（John Economos）

天眼局的成員，美夢監獄的守衛，被阿曼達·華勒調任執行「蝴蝶計劃」擔任技術支持。該角色於2021年電影《自殺突擊隊：集結》中首次出現於DC擴展宇宙。
- 羅伯特·帕特里克 飾演 奧古斯都·「奧吉」·史密斯／白龍（August "Auggie" Smith / White Dragon）

和平使者的父親，與其關係惡劣，一名強烈的種族主義者，為兒子提供技術和裝備支持。

### 常設角色
- 安妮·張（Annie Chang） 飾演 蘇菲·宋（Sophie Song）：艾弗格林（Evergreen）警局的華裔警探，辦案時追查和平使者的行動[9]。

- 洛奇林·莫羅 飾演 拉里·菲茨吉本（Larry Fitzgibbon）：艾弗格林警局刑警，蘇菲的搭檔[9]。

- 伊莉莎白·盧德洛（英语：Elizabeth Ludlow）  飾演 琪亞·阿德巴約（Keeya Adebayo）：莉奧塔的妻子[14]。

- 瑞茲莞·曼吉（英语：Rizwan Manji） 飾演 賈米爾（Jamil）：和平使者所住醫院的清潔工，時不時跟他聊天[14]。

- 一勒 飾演 柔道大師（英语：Judomaster）：羅蘭·高夫的保鏢，知情「蝴蝶」的真相[15][16]。

- 克里斯多福·海爾達（英语：Christopher Heyerdahl） 飾演 卡斯帕·洛克（Capt. Caspar Locke）：穆恩的同事，之後擔任艾弗格林警局的警監，幫忙掩蓋穆恩隊伍的跡象[9]。

### 客串角色
- 克莉絲朵·穆迪（Crystal Mudry） 飾演 安妮·史特豪森（Annie Sturphausen）：被「蝴蝶」控制的女子，企圖殺死和平使者。

- 艾莉森·阿拉亞（Alison Araya） 飾演 安珀·卡克多（Amber Calcaterra）：艾文的妻子[17]。

- 蘭尼·雅各布森（英语：Lenny Jacobson） 飾演 艾文·卡克多（Evan Calcaterra）：安珀的丈夫[17]。

- 安東尼奧·庫普（英语：Antonio Cupo） 飾演 羅蘭·高夫（Royland Goff）：被「蝴蝶」控制的美國參議員[18]。

薇拉·戴維絲以未署名的形式友情客串出演阿曼達·華勒。迪·布萊德利·貝克聲演和平使者的動物搭檔老鷹。

## 集數
| 季數 | 集数 | 集数 | 上線日期      | 上線日期      | 上線日期 |
| 季數 | 集数 | 集数 | 首映          | 季终          | 电视网   |
| ---- | ---- | ---- | ------------- | ------------- | -------- |
| 1    | 8    | 8    | 2022年1月13日 | 2022年2月17日 | HBO Max  |
| 2    | 8    | 8    | 2025年8月     | 待公布        | Max      |

### 第一季（2022）
| 集數 | 標題 | 譯名                   | 導演              | 編劇        | 上線日期      |
| --- | ---- | ---------------------- | ----------------- | ----------- | ------------- |
| 1 |      | 第一章：全新轉折       | 詹姆斯·岡恩       | 詹姆斯·岡恩 | 2022年1月13日 |
| 科托馬爾他任務結束的5個月後，受重傷的「和平使者」克里斯多福·史密斯在醫院康復並回到家中。然而克姆森·穆恩率領天眼局特工找到克里斯，招募他執行新任務「蝴蝶計劃」。克里斯與父親奧吉會面，找回動物搭檔老鷹。奧吉為克里斯提供一套新制服和頭盔。穆恩向克里斯透露任務目標為美國參議員。「蝴蝶計劃」的新成員莉奧塔·阿德巴約向母親阿曼達·華勒匯報情況，華勒叮囑她繼續執行秘密任務。克里斯在回家途中試圖撩撥艾蜜莉亞·哈考特特工，被哈考特拒絕。克里斯因此在酒吧勾搭上一名陌生女子。但這名女子具有詭異的超能力，企圖暗殺克里斯。克里斯奮力逃出生天，使用頭盔中的音波砲武器殺死刺客。 |      |                        |                   |             |               |
| 2 |      | 第二章：永不成友       | 詹姆斯·岡恩       | 詹姆斯·岡恩 | 2022年1月13日 |
| 音波砲武器引起警方的注意，艾弗格林警局刑警蘇菲·宋率領探員前來勘察現場。哈考特和阿德巴約聯手從警方手中救出克里斯。穆恩指使約翰·伊克諾莫斯設法消除克里斯曾在案發現場出現的所有證據。約翰將關鍵證據替換成克里斯的父親奧吉的指紋。奧吉被捕入獄。他在獄中被其他囚犯尊稱為「白龍」。穆恩等人調查得知，被克里斯殺死的超人類女子名為安妮·史特豪森，她因無意中看到克里斯攜帶的有關「蝴蝶計劃」的目標檔案而萌生殺機。克里斯因性情乖張，很難與團隊成員友好相處。內心受傷的克里斯回到家中，遭遇蒙面義警。義警為鼓舞克里斯，邀他參加野外射擊訓練。隨後，克里斯發現他從安妮·史特豪森處拿到的一個裝置可以轉變為一艘微型太空飛船。 |      |                        |                   |             |               |
| 3 |      | 第三章：再見人生       | 詹姆斯·岡恩       | 詹姆斯·岡恩 | 2022年1月13日 |
| 穆恩告知克里斯，團隊的刺殺目標為美國參議員羅蘭·高夫，他們懷疑高夫已經被「蝴蝶」控制，高夫的妻子和一對兒女也是嫌疑人。克里斯得知可能需要擊殺孩童，開始猶豫不決。哈考特和克里斯埋伏在高夫家外的隱蔽之處，其他成員在監控車中指揮行動。義警跟蹤克里斯來到現場。哈考特和克里斯監視高夫一家，發現他們使用異於常人的進食方式就餐，從口中吐出長舌。穆恩命令克里斯立即擊殺他們。克里斯不忍下手，義警替代他殺死除了高夫之外的超人類。高夫的保鏢柔道大師出現阻止眾人。柔道大師擊敗克里斯和義警，將他們帶至房內監禁。高夫對義警施刑，希望從克里斯口中探知情報。克里斯得知義警的真實身份為亞德里安·蔡斯。約翰擊倒企圖離開的柔道大師。哈考特與穆恩和阿德巴約會合，炸開監禁克里斯和義警的地下室入口。克里斯趁機殺死高夫。一隻類似蝴蝶的生物從高夫的屍體之中飛出。在監控車內，屏幕顯示世界各地均已出現「蝴蝶」。 |      |                        |                   |             |               |
| 4 |      | 第四章：未行之老二     | 喬迪·希爾         | 詹姆斯·岡恩 | 2022年1月20日 |
| 小隊帶著抓獲的柔道大師返回辦公地點。克里斯和蔡斯在途中謊稱已經在高夫家中摧毀了那隻類似蝴蝶的生物，其實克里斯暗中把它藏在身邊。克里斯回到父親的家中，拿到更多的頭盔和武器裝備，並得知父親被團隊成員陷害，身陷囹圄。克里斯前去探監，向父親坦承實情。儘管克里斯懇求父親為自己保密，奧吉仍希望向宋刑警揭露真相。穆恩派出阿德巴約嘗試阻止克里斯。阿德巴約向蔡斯暗示克里斯的父親不僅是種族主義者，還是個累贅。為幫助克里斯，蔡斯故意讓自己被捕入獄，希望殺死奧吉。蔡斯在獄中挑起爭鬥，但是未能引誘奧吉參戰。奧吉察覺到自己的危險，更加迫切地希望面見宋刑警。為了避免造成更大的混亂，哈考特將蔡斯保釋出獄。柔道大師使用縮骨功逃脫束縛，打傷約翰。克里斯回到現場再次與柔道大師決鬥。在柔道大師即將對克里斯說出與「蝴蝶」有關的秘密之際，阿德巴約開槍射中柔道大師。柔道大師沒有當場死亡，眾人將他抬至房內治療。克里斯將類似蝴蝶的生物放在一個罐子內帶回自己家中。克里斯回憶起痛苦的童年經歷，包括哥哥的死亡事件。阿德巴約發現與「蝴蝶」有關的重要線索，匯報給穆恩。她不知道穆恩已經被「蝴蝶」控制。 |      |                        |                   |             |               |
| 5 |      | 第五章：蝴蝶猩猩大冒險 | 羅斯瑪麗·羅德里奎 | 詹姆斯·岡恩 | 2022年1月27日 |
| 宋刑警重新查驗案件物證，發現案發現場的指紋屬於奧吉的兒子克里斯多福·史密斯。她再次審問安珀和艾文，證實是史密斯殺死安妮·史特豪森。為了阻止宋刑警繼續深入調查，穆恩聯繫阿曼達·華勒指派的助手卡斯帕·洛克。而洛克成為新任警監，要求宋刑警放棄調查案件，而宋刑警卻向法官舅舅尋求幫助。穆恩向團隊簡單介紹了「蝴蝶」是如何潛入人體，以及「蝴蝶」的食物來源為一種琥珀色的黏稠液體。根據阿德巴約發現的線索，他們鎖定附近的一家裝瓶工廠。團隊潛入工廠。史密斯開啟頭盔的透視功能，發現所有工人均已被「蝴蝶」控制。眾人聯手殺死圍攻的工人。伊克諾莫斯使用電鋸殺死一隻被「蝴蝶」控制的大猩猩，救下史密斯。團隊取得勝利之後，史密斯邀請阿德巴約來家中做客。阿德巴約遵照母親華勒的指令，偷偷在史密斯家中藏下一本偽造的和平使者私人日記。阿德巴約回到辦公室，無意間靠史密斯的頭盔發現穆恩早已被「蝴蝶」控制，而發現自己身份暴露的穆恩開始追趕阿德巴約。 |      |                        |                   |             |               |
| 6 |      | 第六章：穆後即焚       | 詹姆斯·岡恩       | 詹姆斯·岡恩 | 2022年2月3日  |
| 穆恩向阿德巴約坦白牠們蝴蝶所來自的母星瀕臨毀滅，而寄生於高夫體內的蝴蝶領袖則有意想支配地球，唯獨自己被迫寄生在穆恩體內進行反抗。而宋刑警瞞著洛克無罪釋放奧吉，並從法院正式申請到史密斯的逮捕令。留在家中的史密斯和義警發現高夫蝴蝶正在想辦法跟他們溝通，但艾弗格林警察包圍在外迫使他們從天窗離開、藏在樹上。不慎從樹上跌落的義警打碎關高夫蝴蝶的罐子，導致高夫逃出後飛到宋刑警體內寄生。靠洛克的掩護，史密斯和義警帶著老鷹一同逃跑，而警隊收隊前在史密斯家中搜到假日記。伊克諾莫斯追查到蝴蝶的食物來源地為一間農場，認為蝴蝶擁有一頭生產琥珀液體的“乳牛”，阿德巴約同時懊悔自己栽贓史密斯的行為。由高夫蝴蝶寄生的宋刑警喚來眾蝴蝶大軍，集體寄生且控制艾弗格林警局中的所有人。而奧吉同時無法再容忍兒子史密斯，召集自己的白人至上幫派份子並換上自己的白龍戰鬥服。對日記一無所知的史密斯，在當晚新聞上看到受蝴蝶控制的洛克，以記者會的形式公開日記，將史密斯列為最高通緝。 |      |                        |                   |             |               |
| 7 |      | 第七章：惡龍別糾纏我   | 布雷·安德森       | 詹姆斯·岡恩 | 2022年2月10日 |
| 深感背叛的史密斯決定陪同義警、老鷹、與被迫協助他們的伊克諾莫斯獨自去找蝴蝶的乳牛，然而奧吉帶領幫派在半路截住他們。老鷹為保護主人而被奧吉打傷陷入昏迷，義警找到奧吉戰鬥服的弱點，伊克諾莫斯殺光其他幫派份子。由於兒時自己曾無意殺死過兄長基斯，奧吉一度無法對父親下手，但看著父親無止境辱罵之下，史密斯最終失控槍殺父親奧吉。另一邊，日記公開使哈考特發現是阿德巴約出賣她們而找她對峙，進而得知她是華勒之女。然而這時，穆恩因洛克洩漏他們的藏身處，最終沒來得及逃生而戰死於受蝴蝶控制的警隊手中，沒被發現的哈考特和阿德巴約又受到折返回來的柔道大師襲擊，兩人只能合作打敗他而脫困。眾人最終在一間獸醫中心會合並商討下一步，阿德巴約試圖為自己的行徑道歉，但沒有被任何同伴接受。老鷹接受緊急救治而平安清醒、擁抱主人。眾人一致同意讓哈考特接替穆恩擔任隊長，決定趕在蝴蝶用傳送裝置將乳牛轉移至新地方前，抓緊時間殺死乳牛以斷絕蝴蝶唯一的食物來源。 |      |                        |                   |             |               |
| 8 |      | 第八章：打牛趁熱       | 詹姆斯·岡恩       | 詹姆斯·岡恩 | 2022年2月17日 |
| 阿德巴約聯繫華勒呼叫正義聯盟作為增援，但由於時間緊迫，伊克諾莫斯被迫換警服臥底進入農場安置史密斯的音波砲頭盔。音波砲啟動夷平農場，還是沒能殺死藏於地下的巨型乳牛，史密斯、義警和哈考特上戰場對抗眾蝴蝶。而義警和哈考特分別受重傷而倒地不起，即將被蝴蝶控制的哈考特被阿德巴約及時挽救一命。獨自來到地下的史密斯被遭高夫蝴蝶控制的宋刑警饒恕一命，作為答謝史密斯近期對牠的照料。高夫同時希望史密斯能協助牠們、保證蝴蝶種族延續、以讓蝴蝶“保護”地球免受毀滅的命運。史密斯經此一役學到新的和平價值，不願再助紂為虐而口述啟動頭戴活人魚雷頭盔的阿德巴約，將其發射出去殺死乳牛，同時槍擊宋刑警而使高夫爬出其遺體。一行人在正義聯盟到達前順利完成任務，義警和哈考特及時送醫治療而脫險，阿德巴約同時向媒體公開蝴蝶計劃以及X特遣隊的真相，包含華勒用假日記陷害史密斯而幫他澄清罪名。史密斯回家後受到老鷹以及自願回到他身邊的高夫陪伴，史密斯將最後一點琥珀液體餵給牠，而亡父奧吉也化為精神幻覺出現在他身邊。                                                                                        |      |                        |                   |             |               |

## 製作

### 開發
2020年8月，2019冠狀病毒病疫情封鎖期間，在製作2021年電影《自殺突擊隊：集結》的同時，導演兼編劇詹姆斯·岡恩開始為電影的衍生影集執筆創作劇本。影集以「和平使者」克里斯多福·史密斯為主角，約翰·希南在電影中出演該角色。岡恩在拍攝電影中和平使者企圖殺死「捕鼠人2」克莉歐·卡索的場景時，從演員希南的眼中感受到該角色內心的悲傷和遺憾。希南此前在2015年喜劇電影《姐姐愛最大》和2018年喜劇電影《圍雞總動員》中的表現也給岡恩留下印象。當DC影業與岡恩商談製作《自殺突擊隊：集結》的衍生作品時，岡恩看到開發以該角色為主角影集的可能性。DC影業總裁華特·濱田稱自2022年起，計劃為每部DC漫畫改編的電影開發衍生影集。
2020年9月，線上串流媒體平台HBO Max正式整季預訂影集，第一季共8集。詹姆斯·岡恩擔當節目統籌，參與執導其中數集，並撰寫全部8集的劇本。他與彼得·沙佛朗擔當執行製作人。製作公司包括DC影業、詹姆斯·岡恩的、沙佛朗公司以及華納兄弟電視公司。2020年12月，馬特·米勒（Matt Miller）和主演約翰·希南確定擔當聯合執行製作人。2021年8月，詹姆斯·岡恩稱有意製作第二季。

### 劇本
影集《和平使者》在詹姆斯·岡恩執導的電影《自殺突擊隊：集結》基礎上繼續擴充世界設定。岡恩表示在電影上映之後揭示影集的發生時間節點，他認為這部影集通過標題角色和平使者探討當今世界出現的問題。因應2019冠狀病毒病疫情，岡恩利用《自殺突擊隊：集結》和漫威影業電影《星際異攻隊3》之間的製作空窗時間開發這部影集，他花費八週時間創作完成第一季的劇本。

### 選角
2020年9月，隨著影集確定開發製作，約翰·希南回歸出演標題角色「和平使者」克里斯多福·史密斯。10月，史蒂夫·阿吉確定繼續出演約翰·伊克諾莫斯（John Economos）。11月，丹妮爾·布魯克斯、羅伯特·帕特里克、珍妮佛·霍蘭德和克里斯·康拉德確定出演主要角色。12月，卓克·伊烏哲確定出演主要角色。
2020年12月，洛奇林·莫羅、安妮·張（Annie Chang）和克里斯多福·海爾達參演影集，出演常設角色。2021年2月，伊莉莎白·盧德洛 、瑞茲莞·曼吉、一勒（Nhut Le）、艾莉森·阿拉亞（Alison Araya）和蘭尼·雅各布森確定參演影集。2021年5月，克里斯·康拉德因創作分歧離開劇組，弗雷迪·史卓瑪接替他出演「義警」亞德里安·蔡斯。

### 拍攝
詹姆斯·岡恩計劃在拍攝漫威影業的電影《星際異攻隊3》之前拍攝《和平使者》。影集的主體拍攝於2021年1月15日在加拿大溫哥華開機。影集拍攝時的工作標題為「宗教經典」（The Scriptures）。麥可·邦維蘭（Michael Bonvillain）擔當攝影指導。岡恩希望影集的發生地點設定於太平洋西北地區，由於加拿大比美國更好地應對2019冠狀病毒病疫情，為確保製作期間的人員安全，他選擇在溫哥華拍攝。岡恩執導其中5集，布雷·安德森、喬迪·希爾和羅斯瑪麗·羅德里奎分別執導其餘3集。拍攝作業於2021年7月11日殺青。

## 音樂
2021年6月，克林特·曼塞爾和凱文·基納確定為影集作曲。

## 發行
《和平使者》前三集於2022年1月13日在線上串流媒體平台HBO Max首播，此後每週播出一集，2022年2月17日完結，共8集。

## 迴響

### 評價
| 季數 | 季數 | 爛番茄          | Metacritic     |
| ---- | ---- | --------------- | -------------- |
|      | 1    | 94%（70篇評論） | 69（24篇評論） |

《和平使者》收到多數影評人的好評。根据評論匯總网站爛番茄汇总的70篇评论文章，94%的评论家给予该作正面评价，平均打分为7.70分（满分10分）。《和平使者》在Metacritic網站上獲得了「普遍讚譽」，69/100分（24位影評人）。

## 資料來源
1. ↑  Dockterman, Eliana. . 時代雜誌. 2021-08-06  [2021-08-06]. （原始内容存档于2021-08-06） （美国英语）.
2. ↑  Manfredi, Lucas; Gonzalez, Umberto. . TheWrap. 2023-01-31  [2023-02-11]. （原始内容存档于2023-02-02）.
3. 1 2 3 4 5 6 7 8  White, Peter. . Deadline Hollywood. 2020-09-23  [2020-09-23]. （原始内容存档于2020-09-23） （美国英语）.
4. 1 2  Vary, Adam B. . Variety. 2021-08-07  [2021-08-10]. （原始内容存档于2021-08-10） （美国英语）.
5. 1 2  Gunn, James [@JamesGunn].  (推文). 2020-09-23  [2020-09-23]. （原始内容存档于2020-09-23） –Twitter （美国英语）.
6. 1 2 3  D'Alessandro, Anthony. . Deadline Hollywood. 2020-11-11  [2020-11-11]. （原始内容存档于2020-11-11） （美国英语）.
7. ↑  Davids, Brian. . The Hollywood Reporter. 2021-08-05  [2021-08-07]. （原始内容存档于2021-08-05） （美国英语）.
8. 1 2  White, Peter. . Deadline Hollywood. 2021-05-28  [2021-05-28]. （原始内容存档于2021-05-28） （美国英语）.
9. 1 2 3 4 5 6  D'Alessandro, Anthony. . Deadline Hollywood. 2020-12-17  [2020-12-17]. （原始内容存档于2020-12-17） （美国英语）.
10. 1 2 3  D'Alessandro, Anthony. . Deadline Hollywood. 2020-11-11  [2020-11-11]. （原始内容存档于2020-11-11） （美国英语）.
11. ↑  Fashingbauer Cooper, Gael. . CNet. 2020-08-23  [2020-08-24]. （原始内容存档于2020-08-24） （美国英语）.
12. 1 2  D'Alessandro, Anthony. . Deadline Hollywood. 2020-10-29  [2020-10-29]. （原始内容存档于2020-10-30） （美国英语）.
13. ↑  @jamesgunn.  (推文). 2020-08-22 –Twitter （美国英语）.
14. 1 2 3  D'Alessandro, Anthony. . Deadline Hollywood. 2021-02-01  [2021-02-01]. （原始内容存档于2021-02-01） （美国英语）.
15. 1 2  D'Alessandro, Anthony. . Deadline Hollywood. 2021-02-04  [2021-02-04]. （原始内容存档于2021-02-04） （美国英语）.
16. 1 2  看電影. . 新浪微博. 2021-02-05  [2021-02-05]. （原始内容存档于2021-02-20） （中文（香港））.
17. 1 2 3  Otterson, Joe. . Variety. 2021-02-16  [2021-02-16]. （原始内容存档于2021-02-16） （美国英语）.
18. ↑  Bonomolo, Cameron. . ComicBook.com. 2022-01-13  [2022-01-14]. （原始内容存档于2022-01-14） （美国英语）.
19. ↑  Silverio, Ben F. . /Film. 2022-01-13  [2022-01-14]. （原始内容存档于2022-01-11） （美国英语）.
20. ↑  Webb Mitovich, Matt. . Yahoo! News. 2022-01-13  [2022-01-14]. （原始内容存档于2022-01-14） （美国英语）.
21. 1 2 3  Schmidt, JK. . Comicbook.com. 2021-01-15  [2021-01-15]. （原始内容存档于2021-01-15） （美国英语）.
22. ↑  Davids, Brian. . The Hollywood Reporter. 2022-01-12  [2022-01-13]. （原始内容存档于2022-03-26） （美国英语）.
23. ↑  Gunn, James [@JamesGunn].  (推文). 2020-09-23  [2021-01-17]. （原始内容存档于2020-09-24） –Twitter （美国英语）.
24. ↑  Ashton, Will. . CinemaBlend. 2021-07-20  [2021-08-09]. （原始内容存档于2021-07-24） （美国英语）.
25. ↑  Barnes, Brooks. . The New York Times. 2020-12-27  [2020-12-29]. （原始内容存档于2020-12-28） （美国英语）.
26. ↑  Yahoo奇摩電影. . Yahoo奇摩. 2020-09-14  [2020-10-16]. （原始内容存档于2020-12-29） （中文（臺灣））.
27. ↑   (新闻稿). Warner Bros. 2020-11-11  [2021-08-09]. （原始内容存档于2021-03-01） （美国英语）.
28. ↑  Andreeva, Nellie. . Deadline Hollywood. 2020-12-14  [2020-12-14]. （原始内容存档于2020-12-14） （美国英语）.
29. ↑  . Megaphone.   [2021-08-07]. （原始内容存档于2021-08-09） （美国英语）.
30. ↑  Gunn, James [@JamesGunn].  (推文). 2020-09-23  [2021-01-17]. （原始内容存档于2020-09-23） –Twitter （美国英语）.
31. ↑  Gunn, James [@JamesGunn].  (推文). 2020-09-23  [2020-11-11]. （原始内容存档于2020-09-24） –Twitter （美国英语）.
32. ↑  Drum, Nicole. . ComicBook.com. 2020-11-08  [2020-11-08]. （原始内容存档于2020-11-09） （美国英语）.
33. ↑  Feser, Molly. . Screen Rant. 2020-10-16  [2020-10-19]. （原始内容存档于2020-12-29） （美国英语）.
34. ↑  . Production Weekly. 2020-11-18  [2021-02-11]. （原始内容存档于2020-11-18） （美国英语）.
35. ↑  Gunn, James [@JamesGunn].  (推文). 2021-02-04  [2021-02-05]. （原始内容存档于2021-02-05） –Twitter （美国英语）.
36. ↑  Gunn, James [@JamesGunn].  (推文). 2021-02-08  [2021-02-09]. （原始内容存档于2021-02-08） –Twitter （美国英语）.
37. ↑  Lawrence, Gregory. . Collider. 2021-07-28  [2021-07-28]. （原始内容存档于2021-07-28） （美国英语）.
38. ↑  Sneider, Jeff. . Collider. 2021-07-12  [2021-07-12]. （原始内容存档于2021-07-12） （美国英语）.
39. ↑  . Production List. 2020-11-30  [2021-01-10]. （原始内容存档于2021-01-10） （美国英语）.
40. ↑  Gunn, James [@JamesGunn].  (推文). 2021-07-12  [2021-07-13]. （原始内容存档于2021-07-13） –Twitter （美国英语）.
41. ↑  Gunn, James [@JamesGunn].  (推文). 2021-06-13  [2021-06-14]. （原始内容存档于2021-06-14） –Twitter （美国英语）.
42. ↑  Couch, Aaron. . The Hollywood Reporter. 2021-10-16  [2021-10-16]. （原始内容存档于2021-10-16） （美国英语）.
43. ↑  Goldberg, Lesley. . The Hollywood Reporter. 2021-02-10  [2021-02-12]. （原始内容存档于2021-02-11） （美国英语）.
44. ↑  Gunn, James [@JamesGunn].  (推文). 2021-12-21  [2022-01-05]. （原始内容存档于2021-12-21） –Twitter （美国英语）.
45. 1 2  . Rotten Tomatoes. Fandango Media.   [2022-01-27] （美国英语）.
46. 1 2  . Metacritic. Red Ventures.   [2022-01-16] （美国英语）.

## 外部連結
- 互联网电影数据库（IMDb）上《和平使者》的资料（英文）
- 豆瓣电影上《和平使者》的資料 （简体中文）